# グレッグ・デュリ
グレッグ・デュリ（Greg Dulli、1965年5月11日 - ）はアメリカ合衆国のミュージシャン、シンガーソングライター。アフガン・ウィッグス、トワイライト・シンガーズ、ガッター・ツインズといったバンドでの活動で知られる。

## 略歴
オハイオ州のハミルトンで生まれ育つ。1986年にシンシナティでアフガン・ウィッグスを結成し、バンドは1988年にアルバム『ビッグ・トップ・ハロウィーン』でデビューを果たした。バンドはサブ・ポップの目に留まり、1989年にレコード契約を交わした。グランジ全盛期の1990年代前半に、R&Bやソウルといった黒人音楽からの影響が強い音楽性で異彩を放ち、バンドは強い支持を集めたが2001年に解散。
アフガン・ウィッグス解散前の2000年にデュリはトワイライト・シンガーズを結成し、同年9月にアルバム『Twilight as Played by The Twilight Singers』でデビューした。トワイライト・シンガーズは現在も活動を続けている。2003年にはマーク・ラネガンとともにガッター・ツインズを結成し、2008年3月にアルバム『Saturnalia』をリリースした（現在は活動休止中）。2005年9月にソロアルバム『Amber Headlights』を自主レーベルInfernal Recordingsよりリリース。2010年10月には自身初となるソロツアーを行った。
2011年12月にアフガン・ウィッグスの再結成を発表し、2014年4月に7枚目のアルバム『ドゥ・トゥ・ザ・ビースト』をリリースし、全米32位を記録した。2013年にはザ・チャーチのスティーヴ・キルビーとロサンゼルスでライヴを数回行った。

## 音楽以外の活動
バンド活動以外では多数の映画に出演し、俳優としても活動を行っている。他にも映画のサウンドトラックに楽曲提供を行っている。

## ソロ作品

### アルバム
- Amber Headlights （2005年）
- Live at Triple Door （2008年） ※ライヴ盤
- Live in New Orleans （2010年） ※ライヴ盤